# SVB Eerste Divisie 2023
La SVB Eerste Divisie 2023 fue la 89.ª temporada de la SVB Eerste Divisie y la última como Primera División. La temporada comenzó el 11 de enero y terminó el 30 de julio.

## Equipos participantes
- Bintang Lair (Se retiró)
- Broki
- Flora (P)
- Inter Moengotapoe
- Inter Wanica
- Leo Victor
- Notch
- Politie Voetbal Vrienden
- Robinhood (C)
- Santos
- Slee Juniors (P)
- Surinaam National Leger
- Transvaal
- Voortwaarts

## Desarrollo

### Clasificación
| Pos. | Equipo                   | Pts. | PJ | G  | E | P  | GF | GC  | Dif. | Clasificación 2023                            |
| ---- | ------------------------ | ---- | -- | -- | - | -- | -- | --- | ---- | --------------------------------------------- |
| 1    | Robinhood (C)            | 62   | 24 | 20 | 2 | 2  | 94 | 20  | +74  | Campeón y CONCACAF Caribbean Club Shield 2024 |
| 2    | Inter Moengotapoe        | 47   | 24 | 15 | 2 | 7  | 66 | 32  | +34  |                                               |
| 3    | Politie Voetbal Vrienden | 43   | 24 | 13 | 4 | 7  | 42 | 25  | +17  |                                               |
| 4    | Notch                    | 43   | 24 | 12 | 7 | 5  | 44 | 33  | +11  |                                               |
| 5    | Leo Victor               | 41   | 24 | 12 | 5 | 7  | 65 | 43  | +22  |                                               |
| 6    | Transvaal                | 41   | 24 | 12 | 5 | 7  | 53 | 37  | +16  |                                               |
| 7    | Voorwaarts               | 36   | 24 | 10 | 6 | 8  | 31 | 29  | +2   |                                               |
| 8    | Broki                    | 30   | 24 | 9  | 3 | 12 | 38 | 52  | −14  |                                               |
| 9    | Surinaam National Leger  | 26   | 24 | 7  | 5 | 12 | 35 | 51  | −16  | SVB Eerste Divisie 2024                       |
| 10   | Flora                    | 24   | 24 | 6  | 6 | 12 | 36 | 57  | −21  |                                               |
| 11   | Slee Juniors             | 23   | 24 | 6  | 5 | 13 | 46 | 51  | −5   | SVB Eerste Divisie 2024                       |
| 12   | Inter Wanica             | 18   | 24 | 5  | 3 | 16 | 30 | 66  | −36  |                                               |
| 13   | Santos                   | 6    | 24 | 1  | 3 | 20 | 20 | 104 | −84  | SVB Tweede Divisie 2024                       |

Actualizado a los partidos jugados el 30 de julio de 2023.
 Fuente: Soccerway
Notas:
1. 1 2  Slee Juniors y SNL fueron relegados administrativamente a la Eerste Divisie 2024 debido a la nueva formación de la Liga Mayor de Surinam.